# Ruggerini Motori
Ruggerini Motori SpA est un très ancien fabricant italien de moteurs Diesel de moins de 50 kW de puissance.
La société était spécialisée dans les moteurs de petite cylindrée destinés à équiper des motopompes, des petits groupes électrogènes portables, des outillages pour l'agriculture, les micro automobiles sans permis et les bateaux.
À la fin de l'année 1999, Lombardini Group rachète son éternel rival italien, Ruggerini Motori.
Le 9 mai 2007, Lombardini Group est repris par le groupe américain Kohler Company, un important constructeur d'appareils sanitaires, de moteurs et groupes électrogènes SDMO.